# Malesherbes (stanice metra v Paříži)

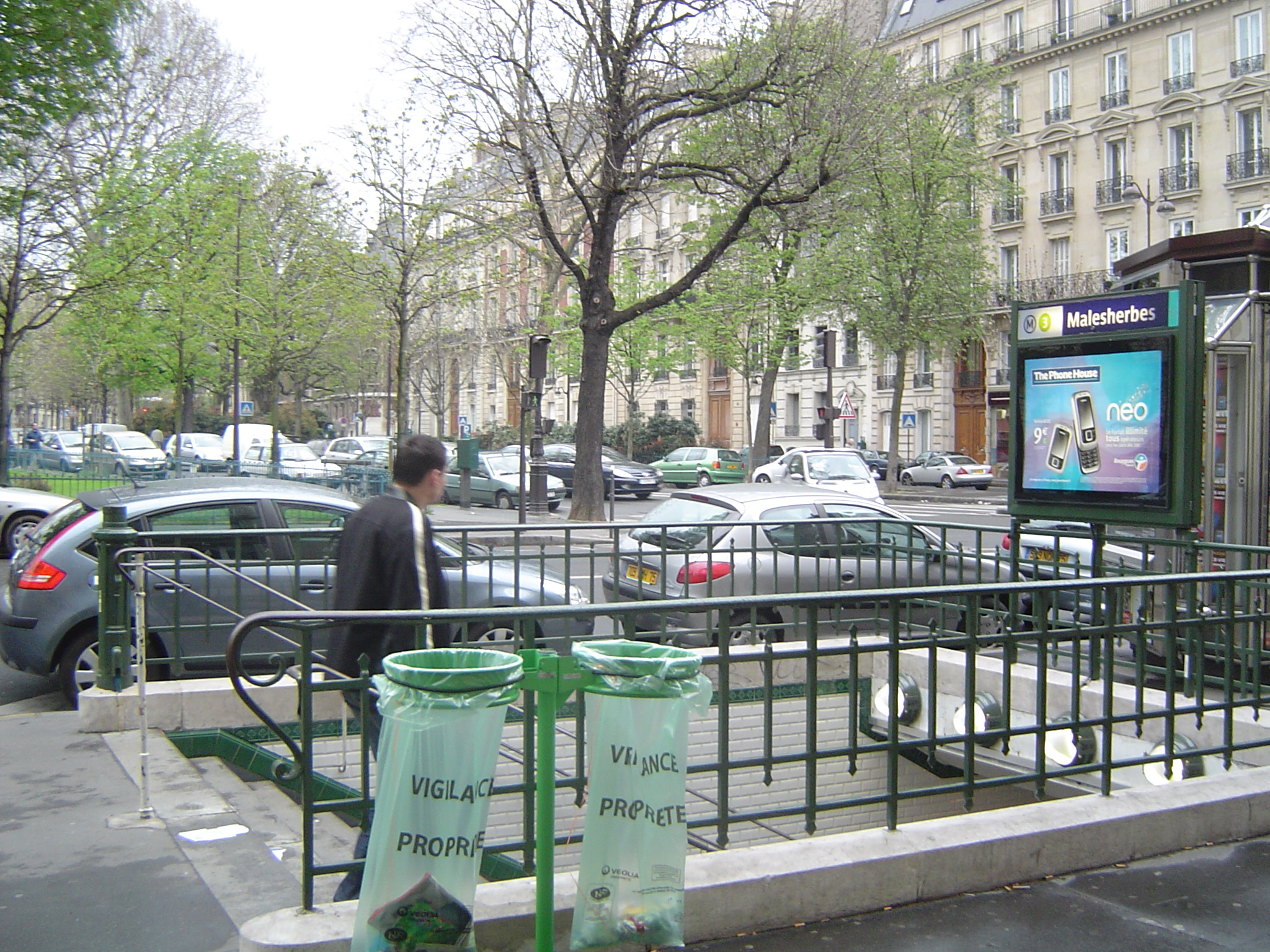
Vstup do stanice

Malesherbes je nepřestupní stanice pařížského metra na lince 3 v 17. obvodu v Paříži. Nachází se pod náměstím Place du Général Catroux, kde se kříží Boulevard Malesherbes a Avenue Villiers, pod kterou vede linka 3.

## Historie
Stanice byla otevřena 23. května 1910 při prodloužení linky západním směrem ze stanice Villiers do Pereire.

## Název
Jméno stanice je odvozeno od názvu ulice Boulevard Malesherbes. Chrétien Guillaume de Lamoignon de Malesherbes (1721–1794) byl francouzský akademik, který byl popraven gilotinou za Francouzské revoluce.